# Unione Sportiva Pro Vercelli 1946-1947
Questa voce raccoglie le informazioni riguardanti  l'Unione Sportiva Pro Vercelli nelle competizioni ufficiali della stagione 1946-1947.

## Rosa
| N. |                   | Ruolo | Calciatore       |
| -- | ----------------- | ----- | ---------------- |
|    | Italia (bandiera) | A     | Paolo Barbero    |
|    | Italia (bandiera) | C     | Bertani          |
|    | Italia (bandiera) | A     | F. Biandrino     |
|    | Italia (bandiera) | P     | Eusebio Bodo     |
|    | Italia (bandiera) | D     | Daniele Borsato  |
|    | Italia (bandiera) | D     | Paolo Brusa      |
|    | Italia (bandiera) | A     | Rinaldo Caidi    |
|    | Italia (bandiera) | A     | Raimondo Cantone |
|    | Italia (bandiera) | P     | Enzo Fabbri      |
|    | Italia (bandiera) | A     | Domenico Gambino |
|    | Italia (bandiera) | C     | Luigi Giuliano   |
|    | Italia (bandiera) | C     | Nino Malinverni  |

| N. |                   | Ruolo | Calciatore           |
| -- | ----------------- | ----- | -------------------- |
|    | Italia (bandiera) | C     | Guido Minghetti      |
|    | Italia (bandiera) | D     | Piero Mocca          |
|    | Italia (bandiera) | C     | Domenico Mussino     |
|    | Italia (bandiera) | C     | Antonio Nicolazzini  |
|    | Italia (bandiera) | C     | Guglielmo Oppezzo    |
|    | Italia (bandiera) | D     | Aldo Pondrano        |
|    | Italia (bandiera) | A     | Giuseppe Pozzo       |
|    | Italia (bandiera) | D     | Giovanni Pramaggiore |
|    | Italia (bandiera) | C     | Ugo Rosso            |
|    | Italia (bandiera) | A     | Roberto Serone       |
|    | Italia (bandiera) | P     | Zambelli             |